# Гимадиева, Венера Фаритовна
Венера Фаритовна Гимадиева (род. 28 мая 1984, Казань) — российская оперная певица татарского происхождения (сопрано), солистка Большого театра (2011—2017). Лауреат Премии президента РФ (2012) и театральной премии «Золотая маска» (2014). Член Общественного совета в Фонде «Озеро Байкал».
Лауреат премии Bravo 2019
https://ru.m.wikipedia.org/wiki/Bravo_(%D0%BA%D0%BE%D0%BD%D0%BA%D1%83%D1%80%D1%81)

## Биография и карьера
Венера Гимадиева родилась в Казани, Татарстан, в татарской семье военного и учительницы математики. В 2003 году она окончила Казанское музыкальное училище по классу хорового дирижирования. С 2004-го по 2009-й год Венера училась в Санкт-Петербургской консерватории им. Римского-Корсакова на отделении оперного пения, в классе профессора Светланы Владимировны.
В 2008-м году Венера была приглашена с качестве солистки в Санкт-Петербург Оперу под руководством Ю. И. Александрова. Именно там состоялись её дебюты в таких партиях, как Лючия (Доницетти «Лючия ди Ламмермур»), Джильда (Верди «Риголетто»), Люция (Бриттен «Поругание Лукреции»).
В 2009-м году Венера Гимадиева была принята в Молодёжную программу Государственного Большого тетра России под руководством профессора Д. Ю. Вдовина и после её окончания в 2011-м году стала ведущей солисткой Большого театра.
Её роли в Большом театре включают Джильду в «Риголетто», Марфу в «Царской невесте» Римского-Корсакова, Амину в новой постановке «Сомнамбулы» Беллини, получившей премию «Золотая маска» в 2014 году.
Венера получила известность одной из наиболее многообещающих лирико-колоратурных сопрано в Европе. Её выступление в роли Виолетты в «Травиате» на оперном фестивале в Глайндборне, Великобритания, в 2014 году было встречено сенсационными отзывами критиков. Английская The Guardian описывала её дебют как «захватывающий»: "Она певица с огромной харизмой, от неё не отведешь взгляда, её голос обладает волнующим спектром с особым качеством её пиано, которое заставляет ожидать каждой ноты. Незабываемый, трогательный дебют в Глайндборне.
Сезон 2015—2016 принёс Гимадиевой не только первое выступление в США на площадке Hollywood Bowl, где она исполнила «Травиату» с Лос-Анджелесским филармоническим оркестром, но и дебют в Королевском оперном театре "Ковент-Гарден, Лондон, в той же роли. В том же сезоне она выступила в титульной роли в «Лючии ди Ламмермур» в Лиможе, Реймсе и Руане во Франции; в роли Джульетты в «Капулетти и Монтекки» Беллини в Немецкой Опере в Берлине, и Эльвиры в «Пуританах» в Театро Реаль в Мадриде.
В репертуаре певицы такие роли, как Виолетта в «Травиате», поставленной Франческой Замбелло, Снегурочка в одноимённой опере Римского-Корсакова, райская птица Сирин в «Сказании о невидимом граде Китеже» и Серпина в опере Перголези «Служанка-госпожа»; Джульетта в «Ромео и Джульетта» Гуно, которую она исполнила в партнёрстве с Хуаном Диего Флоресом; Норина в «Доне Паскуале» Доницетти. Она также исполнила роль Шемаханской царицы в «Золотом петушке» в постановке Кирилла Серебренникова с Василием Синайским в качестве дирижёра.

## Дебюты
- 2009 — Церемония открытия Театра Наций Е. Миронова
- 2012 — Фестиваль «Казанская осень» под управлением А. Сладковского, в дуэте с Роберто Аланьей
- 2012 — Венгерский государственный оперный театр
- 2012 — BBC Proms, Альберт-холл, Лондон
- 2013 — Международный оперный фестиваль в Савонлинне
- 2014 — Ла Фениче, Венеция
- 2014 — Оперный фестиваль в Глайндборне, Великобритания
- 2014 — Опера Бастилии, Париж
- 2014 — VII Фестиваль Гранда Лима, Перу
- 2015 — Театро Реаль, Мадрид
- 2015 — Hollywood Bowl, США
- 2015 — СПИД Гала, Немецкая опера, Берлин
- 2016 — Королевский оперный театр «Ковент-гарден», Лондон
- 2016 — Дрезденская государственная опера, Германия
- 2016 — Ла Монне, Брюссель
- 2016 — Выступления с Хосе Каррерасом в его прощальном турне "Жизнь в музыке по Германии[9]
- 2017 — Цюрихский оперный театр, Швейцария, совместно с Нелло Санти

## Награды и премии
- 2008 — Лауреат конкурса им. Римского-Корсакова, Санкт-Петербург, 3-я премия и приз зрительских симпатий
- 2009 — Конкурс оперных исполнителей Competizione dell’Opera, Дрезден, диплом
- 2010 — Международный конкурс им. Ф. И. Шаляпина «Голоса над Плёсом», Плёс, 1-я премия
- 2011 — Лауреат премии президента Российской Федерации для молодых деятелей культуры — за выдающееся исполнительское мастерство, обогащающее и развивающее традиции отечественной вокальной школы[10].
- 2012 — Номинирована на премию «Золотая маска» за лучшую женскую роль в спектакле «Золотой петушок» в постановке Кирилла Серебренникова
- 2014 — Лауреат премии «Золотая маска» — за лучшую женскую роль[11].
- 2015 — Конкурс оперных исполнителей Paris Opera Competition, Париж, 2-я премия
- 2018 — Лауреат премии Bravo (Россия) — «Лучший классический женский вокал»[12]